# Antiblemma imitatura
Antiblemma imitatura är en fjärilsart som beskrevs av Walker 1858. Antiblemma imitatura ingår i släktet Antiblemma och familjen nattflyn. Inga underarter finns listade i Catalogue of Life.